# Philippe Mahut
Philippe Mahut (4. března 1956 Lunery – 8. února 2014 Paříž) byl francouzský fotbalista, obránce. Zemřel 8. února 2014 ve věku 57 let na rakovinu.

## Fotbalová kariéra
Hrál v francouzské lize za tým Troyes AC, FC Metz, AS Saint-Étienne, Racing Paříž a Le Havre AC. Nastoupil ve 422 ligových utkáních a dal 9 gólů. Ve druhé francouzské lize hrál i za RC Fontainebleau a Quimper Kerfeunteun FC, nastoupil ve 178 utkáních a dal 17 gólů. V Poháru UEFA nastoupil ve 4 utkáních. Za francouzskou reprezentaci nastoupil v letech 1981–1983 v 9 utkáních. Na Mistrovství světa ve fotbale 1982 nastoupil v zápase o 3. místo proti Polsku, ve kterém Francie prohrála 3:2.

## Ligová bilance
| Ročník          | Zápasy | Góly | Klub                   |
| --------------- | ------ | ---- | ---------------------- |
| Ligue 2 1974/75 | 19     | 0    | RC Fontainebleau       |
| Ligue 2 1975/76 | 30     | 0    | RC Fontainebleau       |
| Ligue 1 1976/77 | 28     | 0    | Troyes AC              |
| Ligue 1 1977/78 | 26     | 0    | Troyes AC              |
| Ligue 1 1978/79 | 32     | 0    | FC Metz                |
| Ligue 1 1979/80 | 32     | 0    | FC Metz                |
| Ligue 1 1980/81 | 37     | 0    | FC Metz                |
| Ligue 1 1981/82 | 34     | 2    | FC Metz                |
| Ligue 1 1982/83 | 34     | 2    | AS Saint-Étienne       |
| Ligue 1 1983/84 | 30     | 1    | AS Saint-Étienne       |
| Ligue 1 1984/85 | 34     | 2    | Racing Paříž           |
| Ligue 2 1985/86 | 31     | 10   | Racing Paříž           |
| Ligue 1 1986/87 | 37     | 0    | Racing Paříž           |
| Ligue 1 1987/88 | 31     | 2    | Racing Paříž           |
| Ligue 2 1988/89 | 33     | 1    | Quimper Kerfeunteun FC |
| Ligue 2 1989/90 | 15     | 2    | Quimper Kerfeunteun FC |
| Ligue 2 1989/90 | 18     | 1    | Le Havre AC            |
| Ligue 2 1990/91 | 32     | 4    | Le Havre AC            |
| Ligue 1 1991/92 | 38     | 1    | Le Havre AC            |
| Ligue 1 1992/93 | 30     | 1    | Le Havre AC            |
| CELKEM Ligue 1  | 422    | 9    |                        |
| CELKEM Ligue 2  | 178    | 17   |                        |